# Vlag van Den Dungen

Vlag van de gemeente Den Dungen
(1977-1996)
Dorpsvlag van Den Dungen (sinds 1997)

De vlag van Den Dungen werd op 23 augustus 1977 bij raadsbesluit vastgesteld als de gemeentelijke vlag van de Noord-Brabantse gemeente Den Dungen. De vlag kan als volgt worden beschreven:
Geblokt van rood en wit in 4 banen van 6 stukken; in de broektop over 4 blokken een blauw vierkant, waarin een geel beeld van St. Jacobus, staande op een gele grond.
De vlag is gebaseerd op de vlag van Noord-Brabant en het gemeentewapen, waarvan de tekening op het wapenschild in het kanton is weergegeven. Een dergelijke vlag, maar dan ter grootte van 4 x 4 blokken, werd tijdens het 750-jarig bestaan van 's-Hertogenbosch in 1935  als defileervlag gebruikt tijdens de vlaggenparade. Meerdere gemeenten hebben de defileervlag als gemeentevlag gebruikt, hoewel deze slechts voor de gelegenheid was vervaardigd. Noord-Brabant had daarin de primeur. In 1938 werd in Amsterdam een defilé gehouden ter gelegenheid van het veertigjarig regeringsjubileum van koningin Wilhelmina, waarin alle gemeenten zonder eigen vlag een dergelijke vlag meedroegen. De meeste van de hierop gebaseerde gemeentevlaggen zijn in de jaren 60 van de 20e eeuw vervangen door andere ontwerpen.
Op 1 januari 1996 is de gemeente Den Dungen opgegaan in Sint-Michielsgestel, waarmee de vlag als gemeentevlag kwam te vervallen.
Sinds 27 februari 1997 is de vlag in gebruik als dorpsvlag voor Den Dungen.

## Verwante afbeelding

Wapen van Den Dungen

Aalburg 
· Aarle-Rixtel 
· Alphen en Riel 
· Bakel en Milheeze 
· Beek en Donk 
· Beers 
· Berghem 
· Berkel-Enschot 
· Berlicum 
· Bladel en Netersel 
· Borkel en Schaft 
· Boxmeer 
· Budel 
· Chaam 
· Cuijk 
· Cuijk en Sint Agatha 
· Den Dungen 
· Diessen 
· Dinteloord en Prinsenland 
· Drunen 
· Dussen 
· Engelen 
· Erp 
· Esch 
· Escharen 
· Fijnaart en Heijningen 
· Geffen 
· Geldrop 
· Gemert 
· Giessen 
· Ginneken en Bavel 
· Grave 
· 's Gravenmoer 
· Haaren 
· Halsteren 
· Haps 
· Heesch 
· Heeswijk-Dinther 
· Heeze 
· Helvoirt 
· Hoeven 
· Hooge en Lage Mierde 
· Hooge en Lage Zwaluwe 
· Hoogeloon, Hapert en Casteren 
· Huijbergen 
· Klundert 
· Landerd 
· Leende 
· Liempde 
· Lieshout 
· Lith 
· Luyksgestel 
· Maarheeze 
· Maasdonk 
· Made en Drimmelen 
· Megen, Haren en Macharen 
· Mierlo 
· Mill en Sint Hubert 
· Moergestel 
· Nieuw-Ginneken 
· Nieuw-Vossemeer 
· Nistelrode 
· Nuland 
· Oeffelt 
· Oost-, West- en Middelbeers 
· Oploo, Sint Anthonis en Ledeacker 
· Ossendrecht 
· Oud en Nieuw Gastel 
· Oudenbosch 
· Prinsenbeek 
· Putte 
· Raamsdonk 
· Ravenstein 
· Reusel 
· Riethoven 
· Rijsbergen 
· Rijswijk 
· Roosendaal en Nispen 
· Rosmalen 
· Schaijk 
· Schijndel 
· Sint Anthonis 
· Sint-Oedenrode 
· Sprang-Capelle 
· Standdaarbuiten 
· Terheijden 
· Teteringen 
· Uden 
· Udenhout 
· Veghel
· Vessem, Wintelre en Knegsel 
· Vierlingsbeek 
· Vlijmen 
· Wanroij 
· Waspik 
· Werkendam 
· Westerhoven 
· Willemstad 
· Woudrichem 
· Wouw 
· Zeeland 
· Zevenbergen
Acht
· Alphen
· Bavel
· Berghem
· Berlicum
· Biest-Houtakker
· Borkel en Schaft
· Chaam
· Cromvoirt
· Cuijk
· Den Dungen
· Dinteloord
· Effen
· Esch
· Galder
· Geeren-Noord
· Gemonde
· Haagse Beemden
· Haaren
· Halsteren
· Helvoirt
· Herpen
· Heusden
· Langenboom
· Leur
· Megen, Haren en Macharen
· Moergestel
· Nieuw-Vossemeer
· Nuland
· Olland
· Orthen
· Princenhage
· Ravenstein
· Rosmalen
· Sint-Michielsgestel
· Sprang
· Steenbergen
· Strijbeek
· Teteringen
· Ulvenhout
· Udenhout
· Velp
· Vierlingsbeek
· Waspik
· Wintelre